# Gora Timirjazeva
Gora Timirjazeva (englische Transkription von russisch Гора Тимирязева Gora Timirjasewa) ist ein Nunatak in den Prince Charles Mountains des ostantarktischen Mac-Robertson-Lands. Er ragt nordöstlich des Mount Gleeson auf.
Russische Wissenschaftler benannten ihn. Namensgeber ist vermutlich der russische Biologe und Pflanzenphysiologe Kliment Timirjasew (1843–1920).